# Опатковічкі
Опатковічкі (пол. Opatkowiczki) — село в Польщі, у гміні Чарноцин Казімерського повіту Свентокшиського воєводства.
Населення — 153 особи (2011).
У 1975-1998 роках село належало до Келецького воєводства.

## Демографія
Демографічна структура на день 31 березня 2011 року:
|          | Загалом | Допрацездатний вік | Працездатний вік | Постпрацездатний вік |
| -------- | ------- | ------------------ | ---------------- | -------------------- |
| Чоловіки | 70      | 19                 | 39               | 12                   |
| Жінки    | 83      | 19                 | 45               | 19                   |
| Разом    | 153     | 38                 | 84               | 31                   |